# Distretto di Faro
Il distretto di Faro è un distretto del Portogallo continentale, coincidente con la provincia tradizionale dell'Algarve. Confina con il distretto di Beja a nord, con la Spagna (provincia di Huelva) a est e con l'Oceano Atlantico a sud e a ovest. La superficie è di 4.960 km² (10º maggior distretto portoghese), la popolazione residente (2001) è di 395.208 abitanti. Capoluogo del distretto è Faro.
Il distretto è diviso in 16 comuni:
- Albufeira
- Alcoutim
- Aljezur
- Castro Marim
- Faro
- Lagoa
- Lagos
- Loulé
- Monchique
- Olhão
- Portimão
- São Brás de Alportel
- Silves
- Tavira
- Vila do Bispo
- Vila Real de Santo António

L'Algarve è l'unica regione portoghese perfettamente definita e, quindi, l'unica a non avere una divisione amministrativa confusa. Il distretto di Faro corrisponde sia alla provincia tradizionale sia alla regione moderna dell'Algarve, e ne costituisce un'unica omonima subregione statistica.